# تاریخ گزیده
تاریخ گزیده از جمله کتاب‌های دورهٔ ایلخانی در زمینهٔ تاریخ‌نگاری و شرح حال مشاهیر است که سال ۷۳۰ ه‍.ق به‌دست حمدالله مستوفی، از نویسندگان برجستهٔ آن روزگار به‌نگارش درآمده است. اثر نامبرده، توسط نویسنده به غیاث‌الدین محمد وزیر سلطان ابوسعید بهادرخان پیشکش‌شده است. بیشتر مطالب تاریخ گزیده، شامل شرحی فشرده از سرگذشت پیامبر اسلام، تاریخ خلفا، دوازده امام شیعه، و همچنین تاریخ شاهان ایران از کیومرث پیشدادی تا ابوسعید ایلخانی است.
نخستین تاریخ عمومی به زبان فارسی در دورهٔ زمامداری ایلخانان را ناصرالدین عبدالله بیضاوی در سال ۶۷۴ ه‍.ق به‌نگارش درآورد. تاریخ وی گرچه حاوی مطالب تازه‌ای نیست، ولی برروی جریان تاریخ‌نگاری پس از خودش از لحاظ نوع دسته‌بندی مطالب، تأثیرگذار بوده است. تاریخ گزیدهٔ مستوفی به‌مانند نظام‌التواریخ بیضاوی مشتمل بر چهار باب است، به‌ترتیب در زمینه‌های زندگانی پیامبران پیشااسلام، تاریخ ایران باستان، تاریخ پیامبر اسلام و جانشینان وی بنابر عقاید سنی و شیعی تا زمان نابودی خلافت عباسیان در بغداد و در آخر، تاریخ امرا و سلاطین حاکم بر تمام یا بخشی از ایران در دوران پس از اسلام از صفاریان تا ایلخانان. بااین‌حال، مستوفی دو باب دیگر هم برکار خود افزوده، که به‌ترتیب در زمینه‌های شرح حال بزرگان مذهبی و ادبی، و تاریخ شهر قزوین هستند و مهم‌ترین بخش‌های تاریخ گزیده، به‌لحاظ داشتن اطلاعات دست اول و منحصربه‌فرد محسوب می‌شوند.

تاریخ گزیده به‌نثری ساده و روان نوشته‌شده و برخلاف برخی از آثار هم‌دوره‌اش، چون تاریخ جهانگشای و تاریخ وصاف، در آن تکلف ادبی چندانی وجود ندارد. وجود ۹۵ نسخهٔ خطی شناخته‌شده از این کتاب به‌خوبی، محبوبیت قابل‌ملاحظهٔ تاریخ گزیده و رواج نسخه‌برداری از آن را نشان می‌دهد. تاریخ گزیده، از منابع آثاری چون روضةالصفا اثر میرخواند، حبیب‌السیر از غیاث‌الدین خواندمیر و مجالس‌المؤمنین از قاضی نورالله شوشتری بوده است. پیرامون اهمیت این کتاب از لحاظ تاریخی، ادوارد براون، خاورشناس انگلیسی نوشته است:
نظر به‌وسعت مندرجات تاریخ گزیده و نظر به‌حجم متوسط آن (که ۱۷۰ هزار کلمه بیشتر نیست) معلوم می‌شود که این کتاب صورت یک خلاصه و یادداشت تاریخی دارد و هیچگونه شرح و بسط وقایع را از آن نباید انتظار داشت، معذالک کتاب مزبور نسخه‌ای بی‌نهایت مفید است و شامل بسیاری مطالب خاص می‌باشد که در جای دیگر نتوان یافت.